# 메틸 아세테이트
메틸 아세테이트는 MeOAc, 아세트산 메틸 에스테르 또는 메틸 에타노에이트라고도 불리는데, 화학식이 CH3COOCH3 인 카르복실레이트 에스테르의 하나이다.
일부 접착제와 매니큐어 제거제를 연상시키는 특유의 기분 좋은 냄새가 나는 가연성 액체이다. 메틸 아세테이트는 극성이 약하여 친유성 용매로 가끔 사용되지만, 가까운 친척인 에틸 아세테이트가 독성이 덜하고 물에 덜 용해되어 용매로 더욱 일반적으로 사용된다. 메틸 아세테이트는 실온에서 물에 대한 용해도가 25%인데 고온에서는 그 용해도가 훨씬 높다. 메틸 아세테이트는 강한 수성 염기 또는 수성 산이 있는 경우 안정하지 않다. 미국에서 메틸 아세테이트는 휘발성 유기화합물 (VOC)로 간주되지 않는다.

## 준비 및 반응
메틸 아세테이트는 아세트산 생산의 부산물인 메탄올의 카르보닐화를 통해 산업적으로 생산된다. 또한 메틸 아세테이트는 황산과 같은 강산이 있는 상태에서 아세트산과 메탄올의 에스테르화에 의해 생성되는데, 이 생산 공정은 이스트만 코닥사의 반응 증류 (reactive distillation)를 사용하는 강화 공정에 의해서 유명해졌다.

### 반응
수산화나트륨과 같은 강염기나 염산, 황산과 같은 강산이 있는 경우, 메틸 아세테이트는 특히 고온에서 가수분해되어 메탄올과 아세트산으로 다시 분해된다. 산에 의해 메틸 아세테이트가 그 성분으로 다시 전환되는 것은 에스테르에 대한 1차 반응이다. 메틸 아세테이트와 염기(예: 수산화나트륨 )의 반응은 두 반응물 모두에 대한 2차 반응이다.
메틸 아세테이트는 여러가지의 루이스 산과 1:1 부가물을 형성하는 루이스 염기이다. 이는 강 염기로 분류되며 ECW 모델에서 EB = 1.63 및 CB = 0.95인 염기이다.

## 응용
메틸 아세테이트의 주요 용도는, 접착제, 페인트 및 매니큐어 제거제에 대한 휘발성의 저독성 용매이다.
아세트산 무수물은 몬산토 아세트산 합성에서 영감을 받은 공정에서 메틸 아세테이트의 카르보닐화에 의해 생산된다.

## 같이 보기
- 에틸 아세테이트